# Betriebshof Bromma

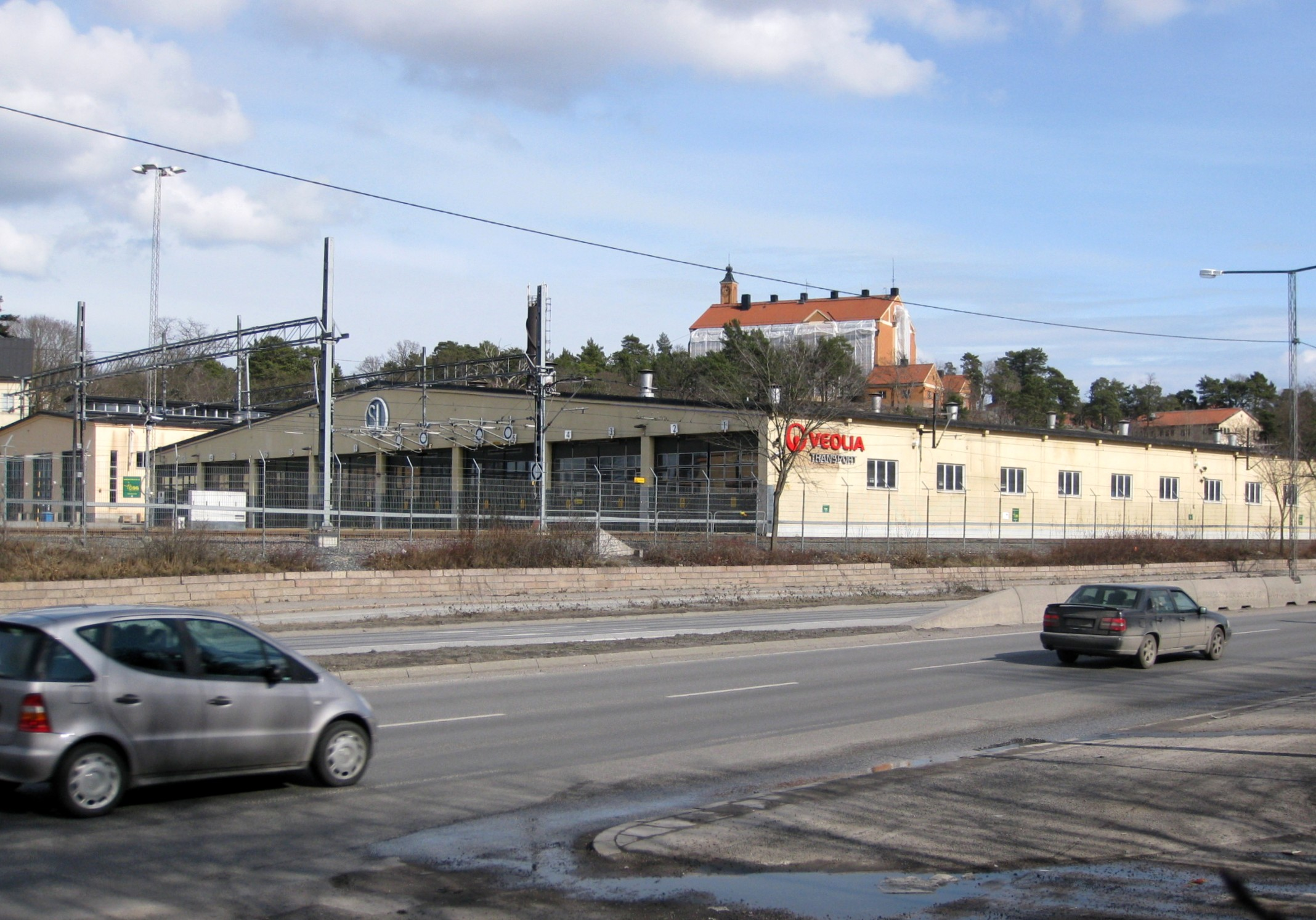
Betriebshof Bromma

Der Betriebshof Bromma (schwedisch Brommadepån) der Storstockholms Lokaltrafik (SL) liegt im Stadtteil Alvik in Västerort in Stockholms kommun.

## Brommahallen
Mit dem Bau der Brommahallen wurde im Oktober 1942 begonnen, da im Zusammenhang mit dem Bau der Ängbybana eine neue Halle für den neuen Wagenpark benötigt wurde. Die Wagenhalle mit 14 Gleisen wurde 1944 fertiggestellt.
Zuvor befand sich an dieser Stelle ein Gebäude mit Notunterkünften, das 1917 errichtet wurde. Im Laufe der Jahre wurde das Depot von Wagen der Straßenbahnlinien Ängbybanan, Ulvsundabanan, Nockebybanan und Tvärbanan sowie von den Triebwagen der Gröna linje der Stockholms tunnelbana  genutzt.

## Brommadepån
Im Betriebshof befand sich neben den Abstellgleisen eine Werkstatt für die Straßenbahnwagen der Nockebybana und der Tvärbana. Diese Werkstatthalle wurde 1997 vollkommen erneuert.
Bis 2010 beherbergte die Wagenhalle zudem eine Abstellhalle und eine Werkstatt für Busse, die dann in den neuen Betriebshof Lunda (schwedisch Lundadepån) in Spånga verlegt wurden.
Die Straßenbahnwagen der Tvärbana wurden am 9. Mai 2016 in den neuen Straßenbahnbetriebshof Ulvsunda (schwedisch Ulvsundadepån) im Gewerbegebiet von Ulvsunda verlegt, wo seither die Wartung und Reparatur für beide Linien durchgeführt wird. Seitdem dient der Betriebshof nur noch als Abstellanlage für Fahrzeuge der Nockebybana.

## Zukunft
Das Gebiet des Betriebshofes sollte bis zum 31. Dezember 2021 geräumt sein und danach in ein Wohngebiet umgewandelt werden.

## Bilder

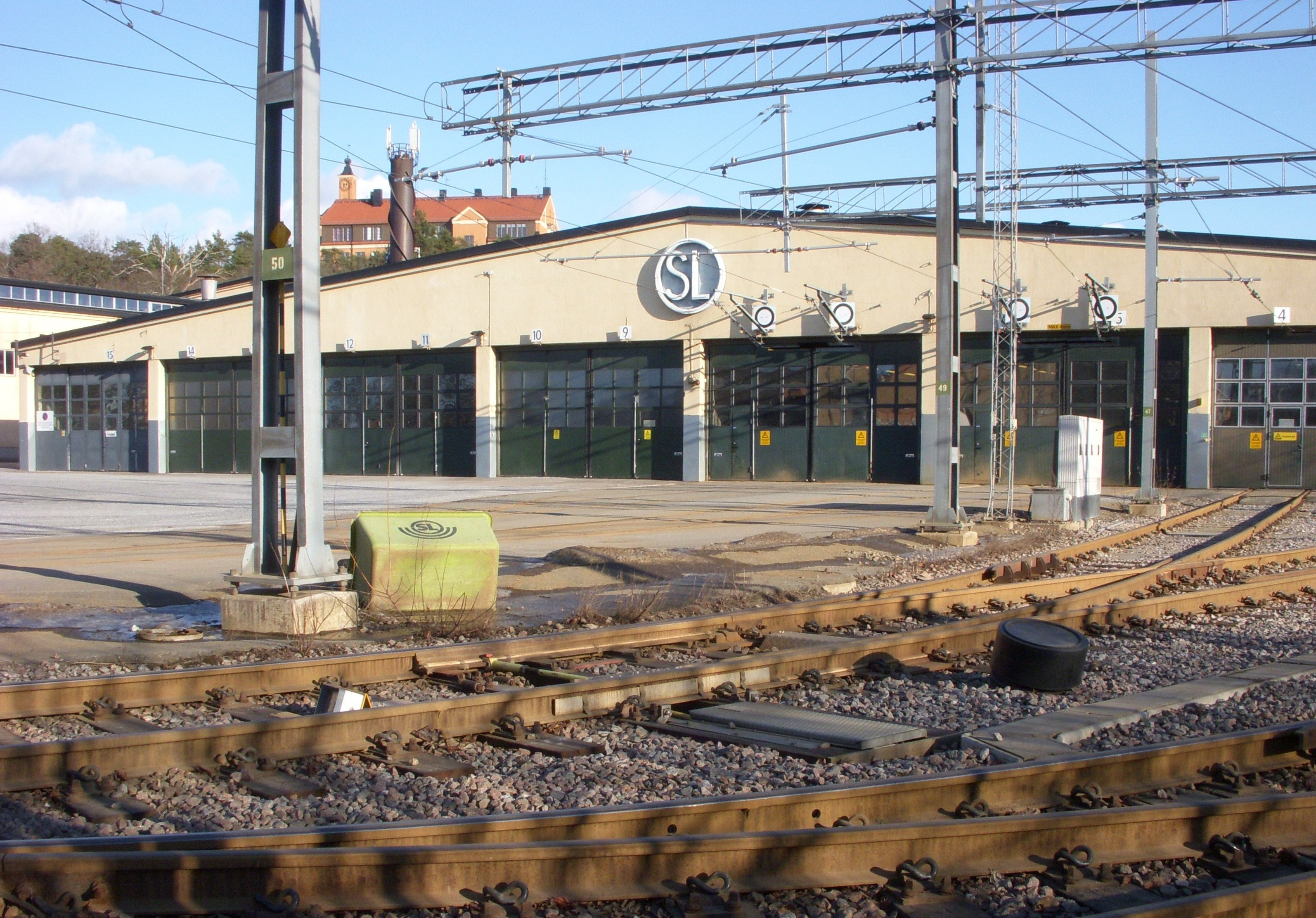
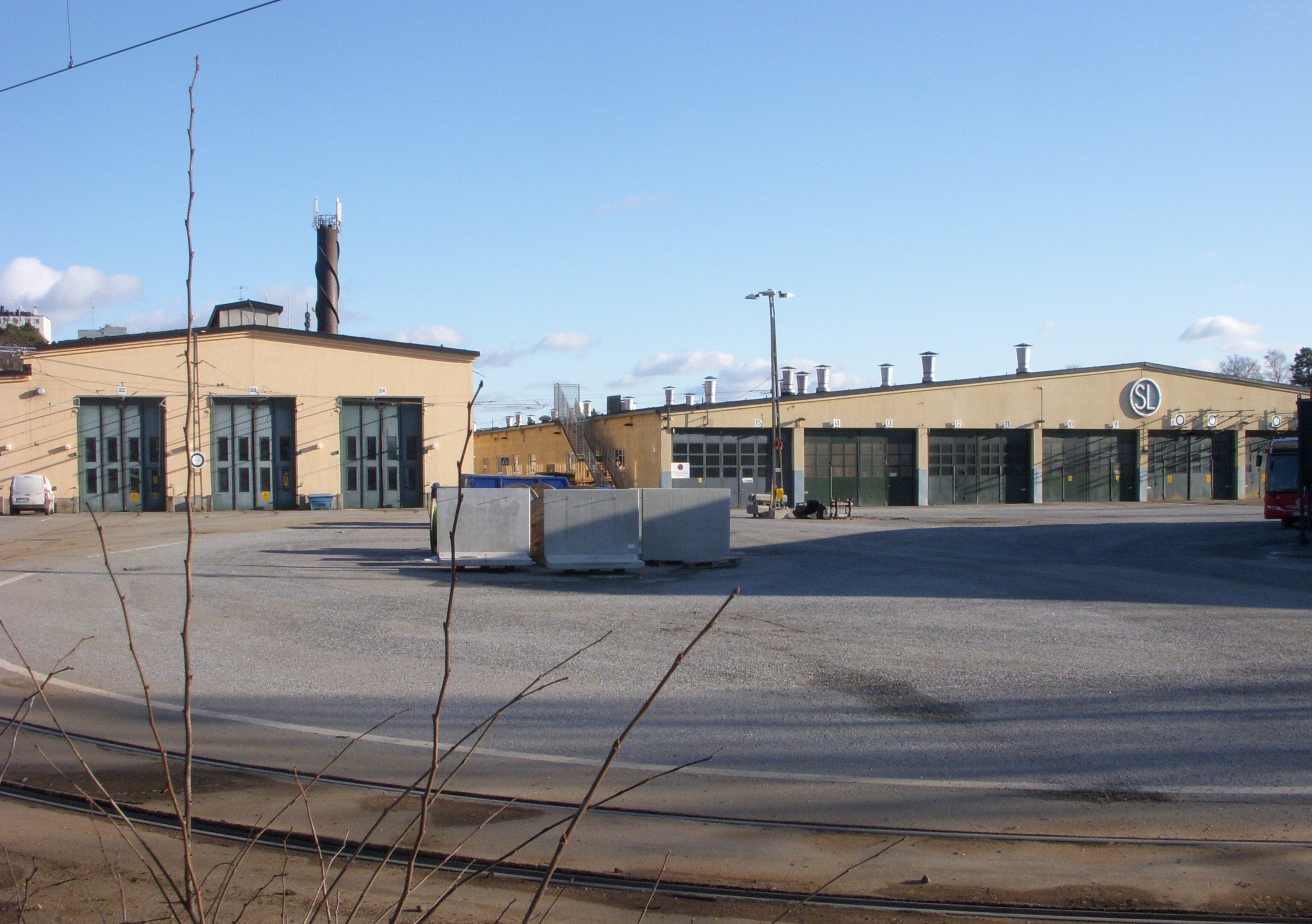